# 대승기신론소
《기신론소(起信論疏)》 또는 《대승기신론소(大乘起信論疏)》는 7세기 남북국 시대 신라(668-935)의 고승인 원효(元曉, 617-686)가 저술한 불교 논서로, 전통적으로 마명 보살의 저술로 여기는 《대승기신론(大乘起信論)》의 해석서("소 · 疏")이다. 《대승기신론》에 대한 주석서로는 1,000여 권이 있으나, 원효의 이 책이 가장 잘 되었다 하여 중국에서는 《해동소(海東疏)》로 불리었다.  원효의 해동종 불교 사상의 기본 원리들이 저술되어 있다. 당시 동아시아 불교학계에 《해동소》라는 이름으로 널리 유통되었다.
《기신론소》의 내용은 크게 3문(門)으로 나뉘어 있는데, 1은 종체(宗體)를 밝히고, 2는 제명을 해석하고, 3은 본문의 귀절을 풀이하였다. 해석에 있어 간명을 위주로 하되 조직적이고 종합적이어서 불교의 지침을 얻을 수 있도록 되어 있다. 대의를 한 마디로 말하면 부처의 광대무변한 설법을 총섭하여, 1심(一心)이 만물의 주추(主樞)가 된다고 하였다. 《기신론소》는 원효 사상의 근간을 이루며, 이 안에서 천명된 본각(本覺) · 시각(始覺)이라고 하는 2각(覺)의 이론은 그의 모든 주장의 바탕이 되었으므로, 원효의 종교를 각승(覺乘)이라고도 불렀다. 7세기 화엄종을 창시한 중국의 법장(法藏: 643-712)이 원효의 대승기신론소를 크게 존중하였다.
원효는 《기신론소》에서 대승 불교 중기의 이대 조류인 중관파와 유식파의 견해들을 비판하고 일심(一心)을 기본으로 하는 새로운 불교 사상을 저술하였다. 책에서는 자연이나 인류가 출현하기 전에 절대적인 의식("일심")이 존재하였다고 하면서 그것은 일체 사물의 본원이며 모든 현상에 내재하는 본질이므로 사람도 포함한 세계의 모든 것은 다 여기로부터 파생되어 나온다고 하였다. 그에 따르면 존재하는 모든 것은 일심(一心)의 운동이며 일심(一心)의 자기발전이다. 일심은 처음에는 그 어떤 무명의 오염도 받음이 없이 순수한 상태로 존재하고 발전하다가 무명의 작용을 받으며 청정과 오염이 함께 있는 세계(자연, 사회)로 진화된다. 이것은 다시 발전하여 자기 본래의 상태로 돌아가(일심환원) 자기 발전을 완성한다.
원효는 《기신론소》에서 어떻게 진리를 깨닫고 부처로 되는가에 대하여 설명하였다. 그에 따르면 사람의 마음이란 원래는 청정한 것인데 무명의 영향을 받음으로 하여 번뇌심이 일어나고 나쁜 행동을 하게 된다. 이때 일심의 본각(本覺)의 원리에 의지하여 자기 마음을 닦게 되면 무명에 의해 오염된 요소들을 제거하고 본래의 청정한 상태로 돌아가게 되며 진리를 깨닫고 부처가 되게 된다.

## 같이 보기
- 대장경
- 원효
- 설총
- 대승기신론
- 금강삼매경론
- 발심수행장

## 참고 문헌
- 이 문서에는 다음커뮤니케이션(현 카카오)에서 GFDL 또는 CC-SA 라이선스로 배포한 글로벌 세계대백과사전의 내용을 기초로 작성된 글이 포함되어 있습니다.
- 본 문서에는 조선민주주의인민공화국에서 카피레프트로 공개한 백과사전인 철학사전의 내용을 기초로 작성된 내용이 포함되어 있습니다.